# 은제 탄환
은제 탄환(銀製彈丸)은 은으로 만들어진 탄환을 말하며 서구 전설에 따르면 늑대 인간, 악마 등을 격퇴할 때 쓰이는 무기로 알려져 있다.
미국에서 sillver bullet이라는 호러영화가 있음.

## 메타포
현대에 와서는 문자 그대로의 탄환을 의미하는 것이 아니라, 어떤 일에 대한 해결책, 특효약, 그리고 스포츠에 있어선 팀의 중심 선수를 일컫는 말로 사용되기도 한다.
또, 소프트웨어 공학 분야에 있어서는 프레더릭 브룩스가 1986년에 발표한 논문에 No Silver Bullet이라는 말을 사용, 모든 문제에 통용되는 만능 해결책 따위는 존재하지 않는다고 논하였는데, 이는 이상적인 소프트웨어 설계에 대해 부정적인 의미로 사용되는 경우가 많다.
살바르산이나 페니실린이 처음 나왔을 당시에는 그 약효 때문에 사람들 사이에서 은제 탄환이라는 이름으로 불리기도 하였다.

## 같이 보기
- M829